# Robertot
Robertot est une commune française située dans le département de la Seine-Maritime en région Normandie.
Robertot était la plus petite commune en superficie de l'ancien plus petit canton de Seine-Maritime.

## Géographie
Robertot est une petite commune d'environ 200 habitants, située au cœur du pays de Caux, dans la vallée de la Durdent en Seine-Maritime, à 46 km de la préfecture Rouen et à 56 km de la sous-préfecture Le Havre.   Doudeville, siège de la communauté de communes, est à 6 km et Yvetot, bureau centralisateur du canton, est à 14 km.

### Communes limitrophes
| Oherville |                   |                     |
|           | Robertot          | Carville-Pot-de-Fer |
| Sommesnil | Héricourt-en-Caux |                     |

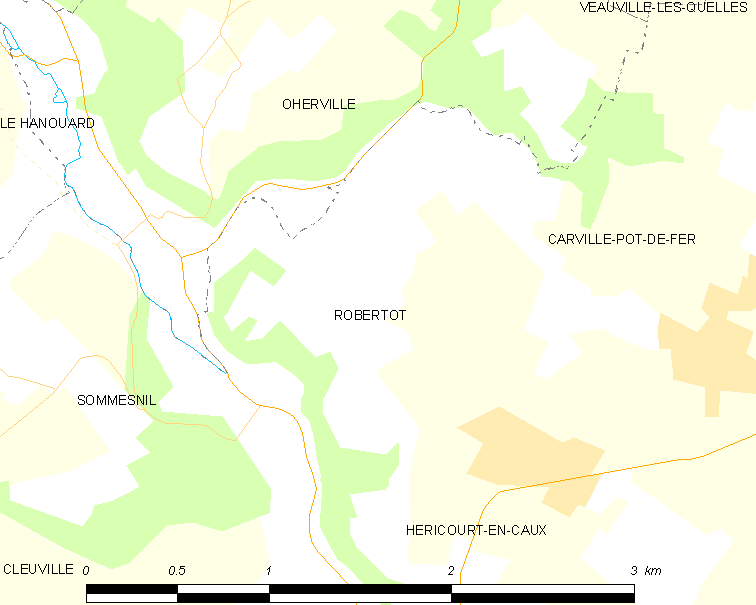
Carte de la commune.
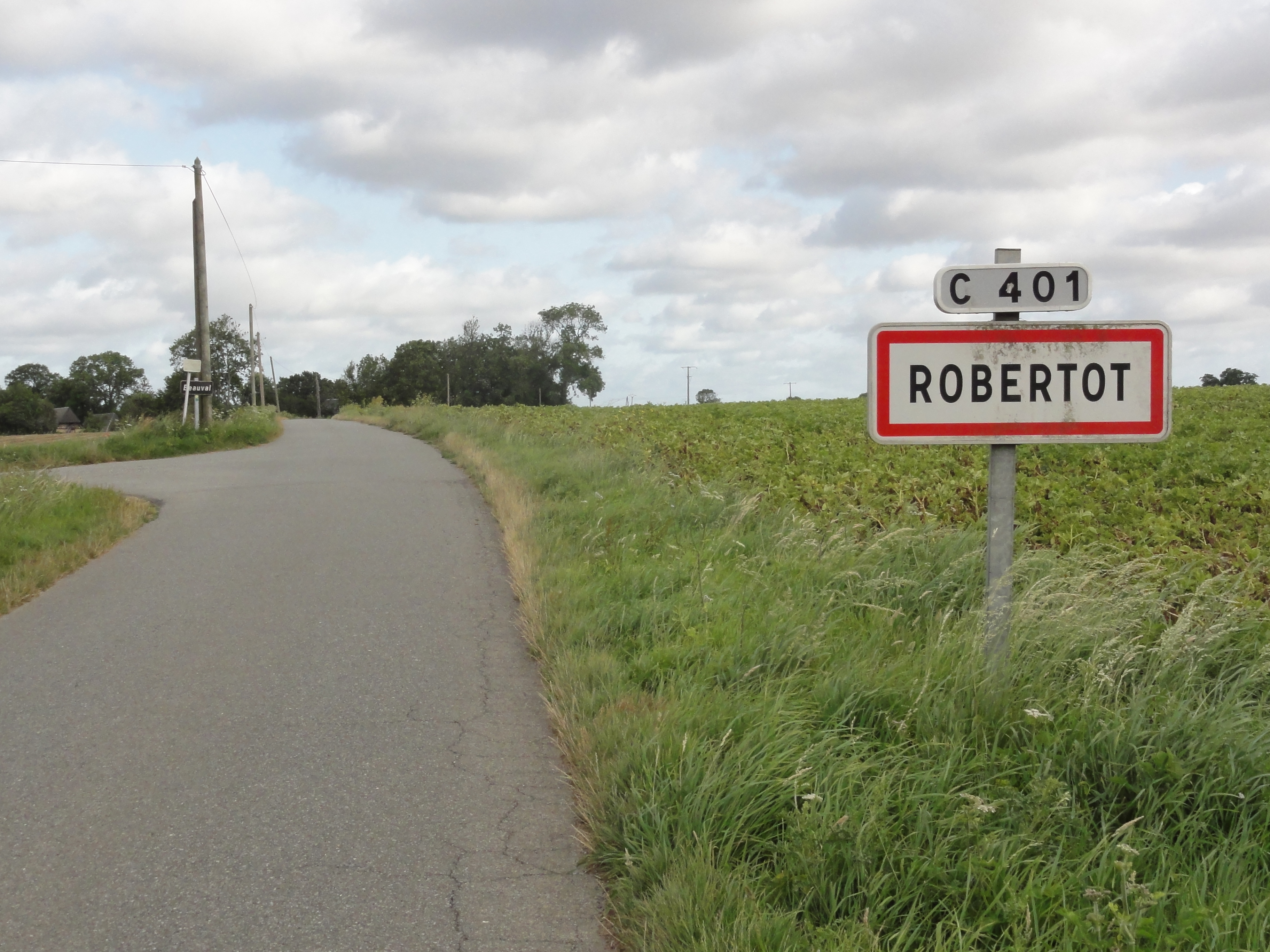
Entrée de Robertot.
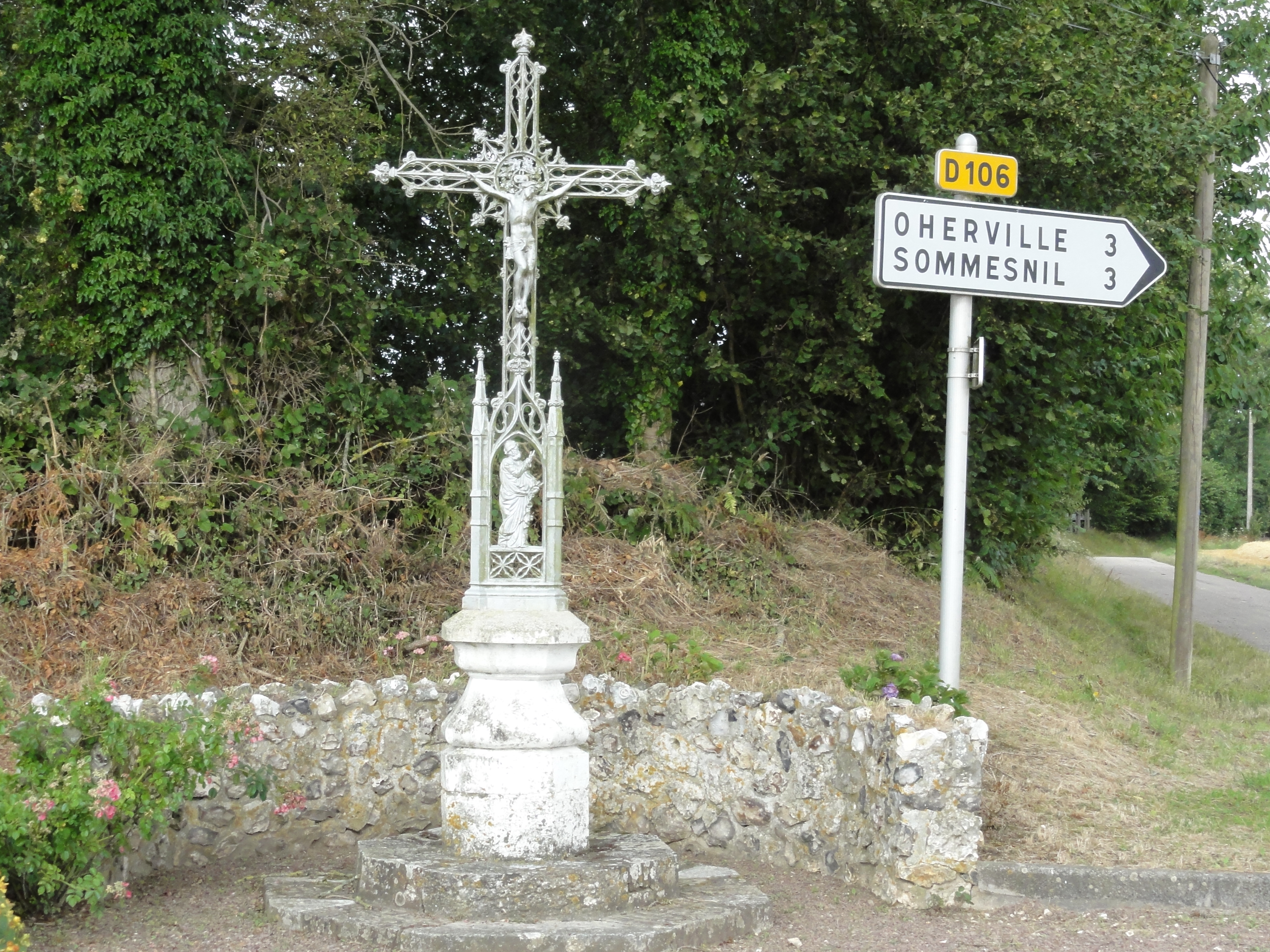
Croix de chemin sur la D106.

### Hydrographie
La commune est située dans le bassin Seine-Normandie. Elle est drainée par la Durdent,.
La Durdent, d'une longueur de 25 km, prend sa source dans la commune de Héricourt-en-Caux et se jette dans la Manche en limite des communes de Paluel et de Veulettes-sur-Mer, après avoir traversé onze communes. 

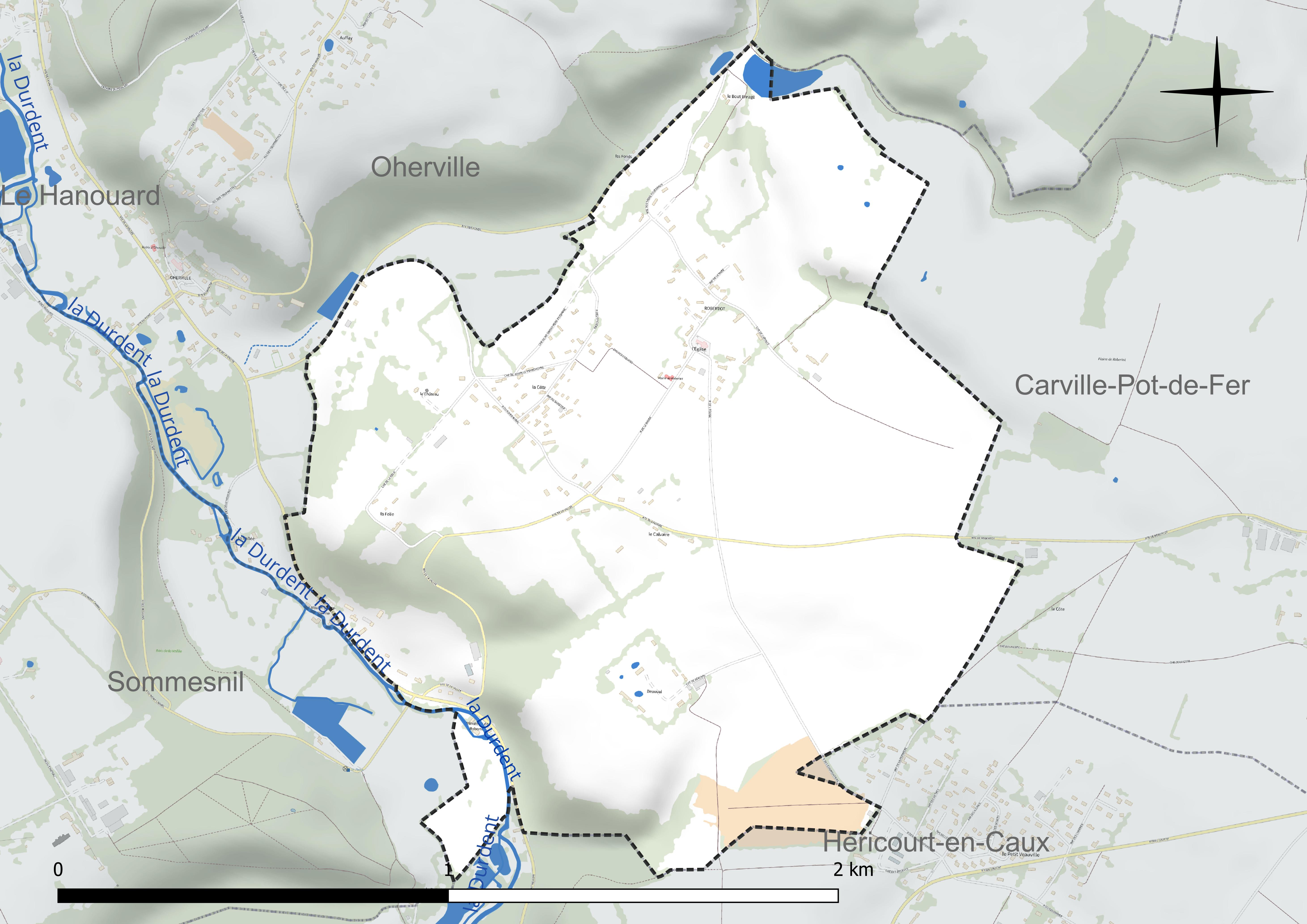
Réseau hydrographique de Robertot.

### Climat
Pour des articles plus généraux, voir Climat de la Normandie et Climat de la Seine-Maritime.
En 2010, le climat de la commune est de type climat océanique altéré, selon une étude du CNRS s'appuyant sur une série de données couvrant la période 1971-2000. En 2020, Météo-France publie une typologie des climats de la France métropolitaine dans laquelle la commune est exposée à un climat océanique et est dans la région climatique Côtes de la Manche orientale, caractérisée par un faible ensoleillement (1 550 h/an) ; forte humidité de l’air (plus de 20 h/jour avec humidité relative > 80 % en hiver), vents forts fréquents. Parallèlement le GIEC normand, un groupe régional d’experts sur le climat, différencie quant à lui, dans une étude de 2020, trois grands types de climats pour la région Normandie, nuancés à une échelle plus fine par les facteurs géographiques locaux. La commune est, selon ce zonage, exposée à un « climat maritime », correspondant au Pays de Caux, frais, humide et pluvieux, légèrement plus frais que dans le Cotentin.
Pour la période 1971-2000, la température annuelle moyenne est de 10,4 °C, avec une amplitude thermique annuelle de 13,6 °C. Le cumul annuel moyen de précipitations est de 942 mm, avec 13,5 jours de précipitations en janvier et 8,6 jours en juillet. Pour la période 1991-2020, la température moyenne annuelle observée sur la station météorologique la plus proche, située sur la commune d'Ectot-lès-Baons à 12 km à vol d'oiseau, est de 10,8 °C et le cumul annuel moyen de précipitations est de 905,5 mm,. Pour l'avenir, les paramètres climatiques de la commune estimés pour 2050 selon différents scénarios d’émission de gaz à effet de serre sont consultables sur un site dédié publié par Météo-France en novembre 2022.

## Urbanisme

### Typologie
Au 1er janvier 2024, Robertot est catégorisée commune rurale à habitat dispersé, selon la nouvelle grille communale de densité à sept niveaux définie par l'Insee en 2022.
Elle est située hors unité urbaine et hors attraction des villes,.

### Occupation des sols
L'occupation des sols de la commune, telle qu'elle ressort de la base de données européenne d’occupation biophysique des sols Corine Land Cover (CLC), est marquée par l'importance des territoires agricoles (88,8 % en 2018), une proportion sensiblement équivalente à celle de 1990 (89,2 %). La répartition détaillée en 2018 est la suivante : 
prairies (55,2 %), terres arables (33,6 %), forêts (10,8 %), zones urbanisées (0,5 %). L'évolution de l’occupation des sols de la commune et de ses infrastructures peut être observée sur les différentes représentations cartographiques du territoire : la carte de Cassini (XVIIIe siècle), la carte d'état-major (1820-1866) et les cartes ou photos aériennes de l'IGN pour la période actuelle (1950 à aujourd'hui).

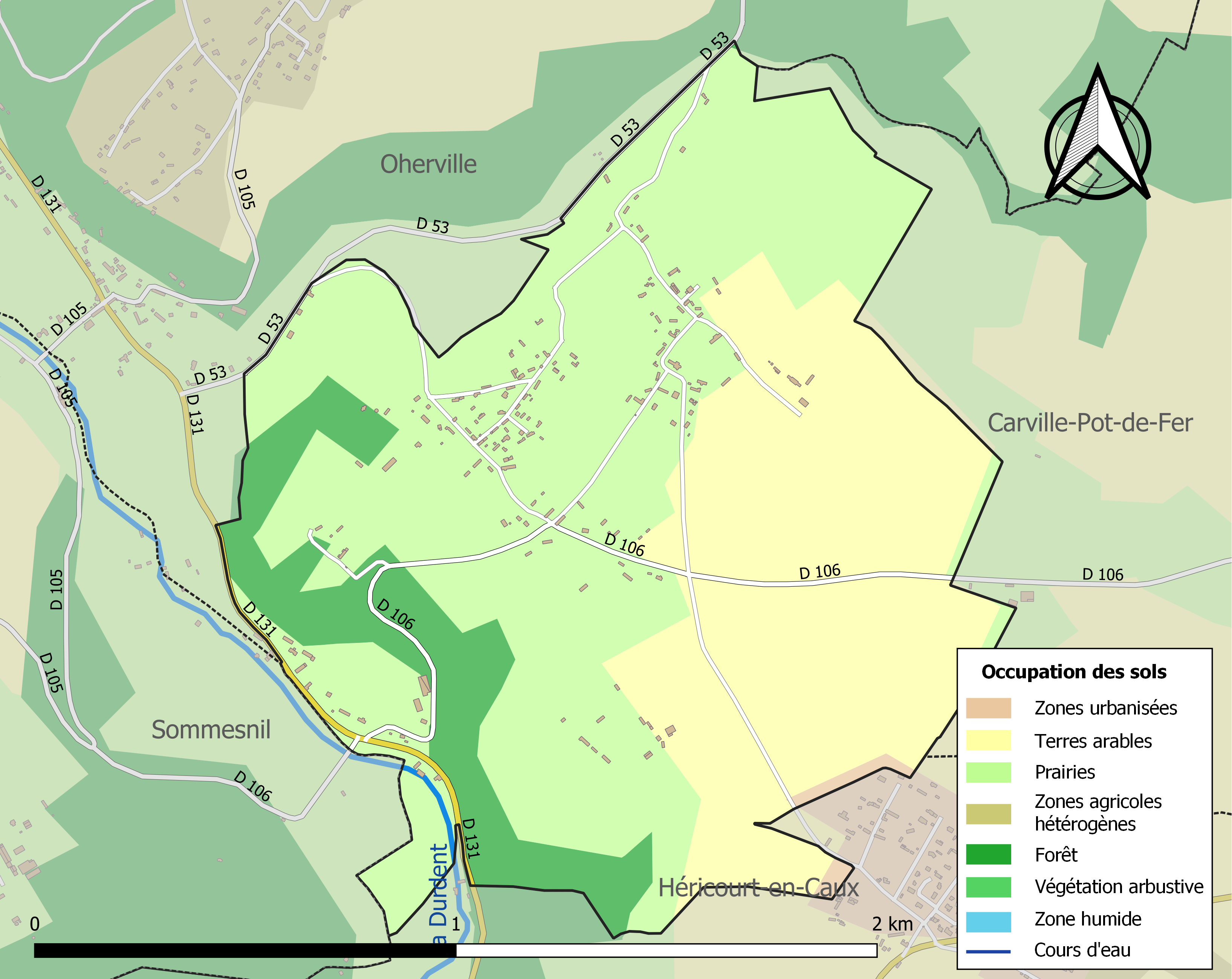
Carte des infrastructures et de l'occupation des sols de la commune en 2018 (CLC).

## Toponymie
Le nom de la localité est attesté sous les formes Robertot vers 1240 et 1319, Saint Pierre de Robertot en 1678, Robertot en 1715.

## Politique et administration
| Période                                  | Période                    | Identité                                      | Étiquette | Qualité                                                                                                   |
| ---------------------------------------- | -------------------------- | --------------------------------------------- | --------- | --- |
| 1860                                     |                            | Guérin                                        |           | |
| Les données manquantes sont à compléter. |                            |                                               |           | |
| 1901                                     | 1925                       | Arthur Guérin                                 |           | Conseiller général                                                                                        |
| Les données manquantes sont à compléter. |                            |                                               |           | |
| 1945                                     | 1970                       | Ernest Eugène Coquin dit Jehan Le Povremoyne, |           | Journaliste, conteur cauchois, Membre de la Commission départementale des Antiquités de la Seine-Maritime |
| 1970                                     | mars 2001                  | Émile Masson                                  |           | Agriculteur                                                                                               |
| mars 2001                                | mars 2008                  | René Bellenger                                |           | Ouvrier d'usine                                                                                           |
| mars 2008                                | mai 2020                   | Marcelle Dussaux                              |           | |
| mai 2020,                                | En cours (au 10 août 2020) | Benoist Caufourier                            | SE        | Artisan menuisier                                                                                         |

## Démographie
L'évolution du nombre d'habitants est connue à travers les recensements de la population effectués dans la commune depuis 1793. Pour les communes de moins de 10 000 habitants, une enquête de recensement portant sur toute la population est réalisée tous les cinq ans, les populations de référence des années intermédiaires étant quant à elles estimées par interpolation ou extrapolation. Pour la commune, le premier recensement exhaustif entrant dans le cadre du nouveau dispositif a été réalisé en 2007.

En 2022, la commune comptait 217 habitants, en évolution de +3,33 % par rapport à 2016 (Seine-Maritime : +0,35 %, France hors Mayotte : +2,11 %).
| 1793 | 1800 | 1806 | 1831 | 1836 | 1841 | 1846 | 1851 | 1856 |
| ---- | ---- | ---- | ---- | ---- | ---- | ---- | ---- | ---- |
| 293  | 377  | 364  | 443  | 477  | 555  | 606  | 550  | 581  |

| 1861 | 1866 | 1872 | 1876 | 1881 | 1886 | 1891 | 1896 | 1901 |
| ---- | ---- | ---- | ---- | ---- | ---- | ---- | ---- | ---- |
| 606  | 585  | 520  | 478  | 440  | 395  | 402  | 324  | 320  |

| 1906 | 1911 | 1921 | 1926 | 1931 | 1936 | 1946 | 1954 | 1962 |
| ---- | ---- | ---- | ---- | ---- | ---- | ---- | ---- | ---- |
| 296  | 236  | 278  | 240  | 241  | 212  | 200  | 171  | 172  |

| 1968 | 1975 | 1982 | 1990 | 1999 | 2006 | 2007 | 2012 | 2017 |
| ---- | ---- | ---- | ---- | ---- | ---- | ---- | ---- | ---- |
| 169  | 121  | 132  | 129  | 117  | 178  | 186  | 199  | 215  |

| 2022 | - | - | - | - | - | - | - | - |
| ---- | - | - | - | - | - | - | - | - |
| 217  | - | - | - | - | - | - | - | - |

## Culture locale et patrimoine

### Lieux et monuments
- Église Saint-Pierre. La nef et la sacristie sont refaits dans les années 1900 sur les plans de l'architecte René Martin[27].
- Monument aux morts.

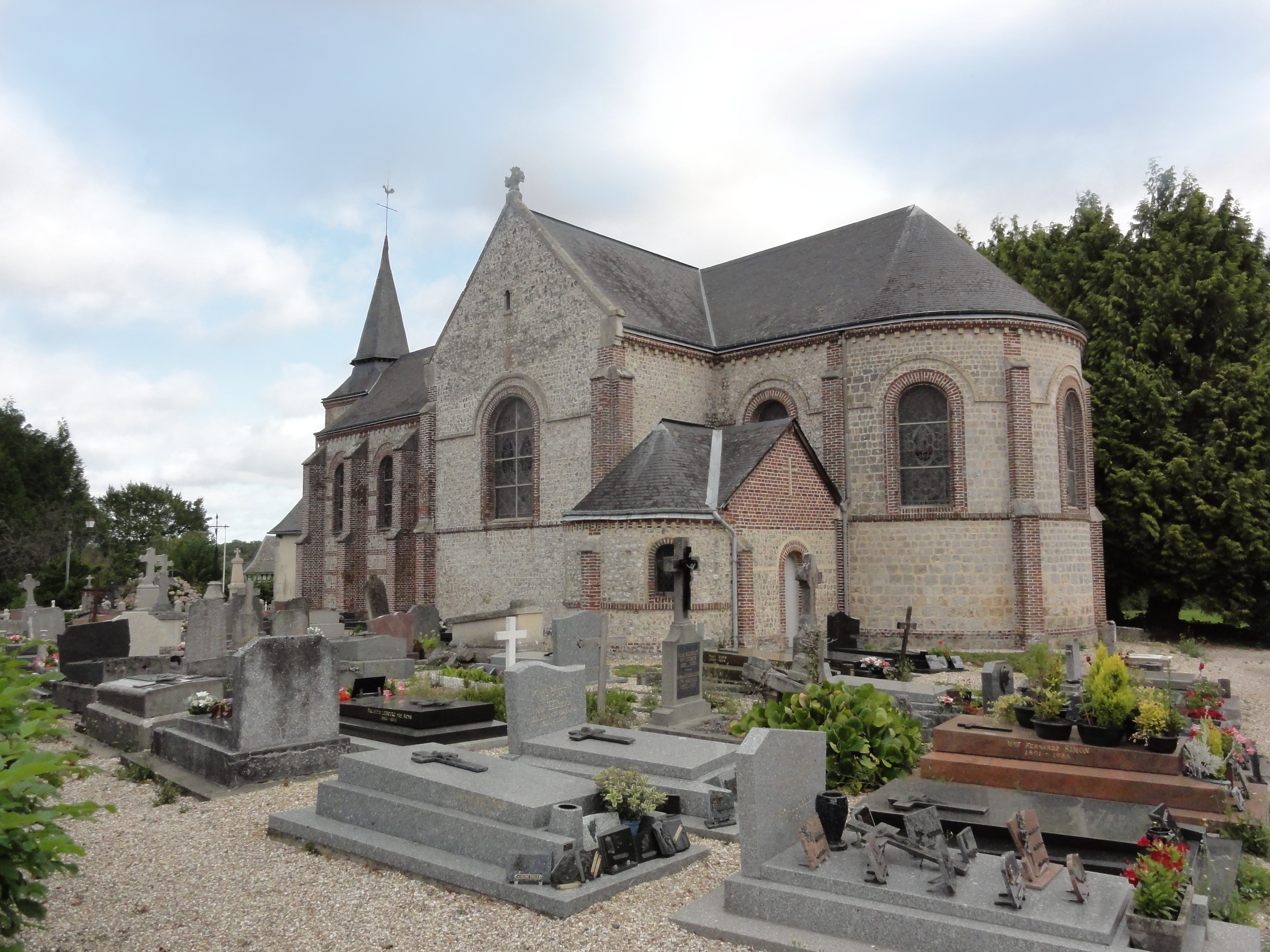
L'église Saint-Pierre.
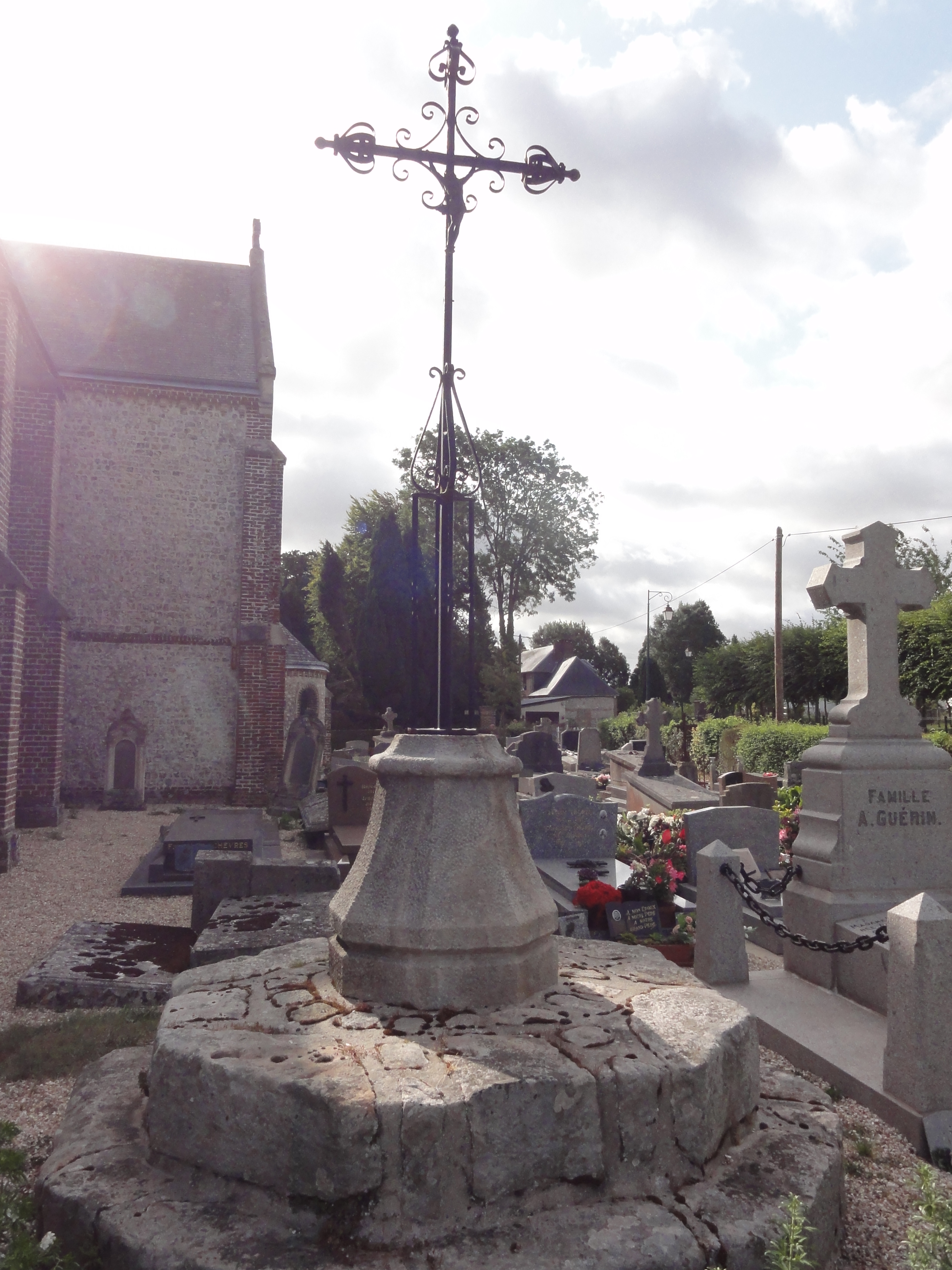
La croix du cimetière.
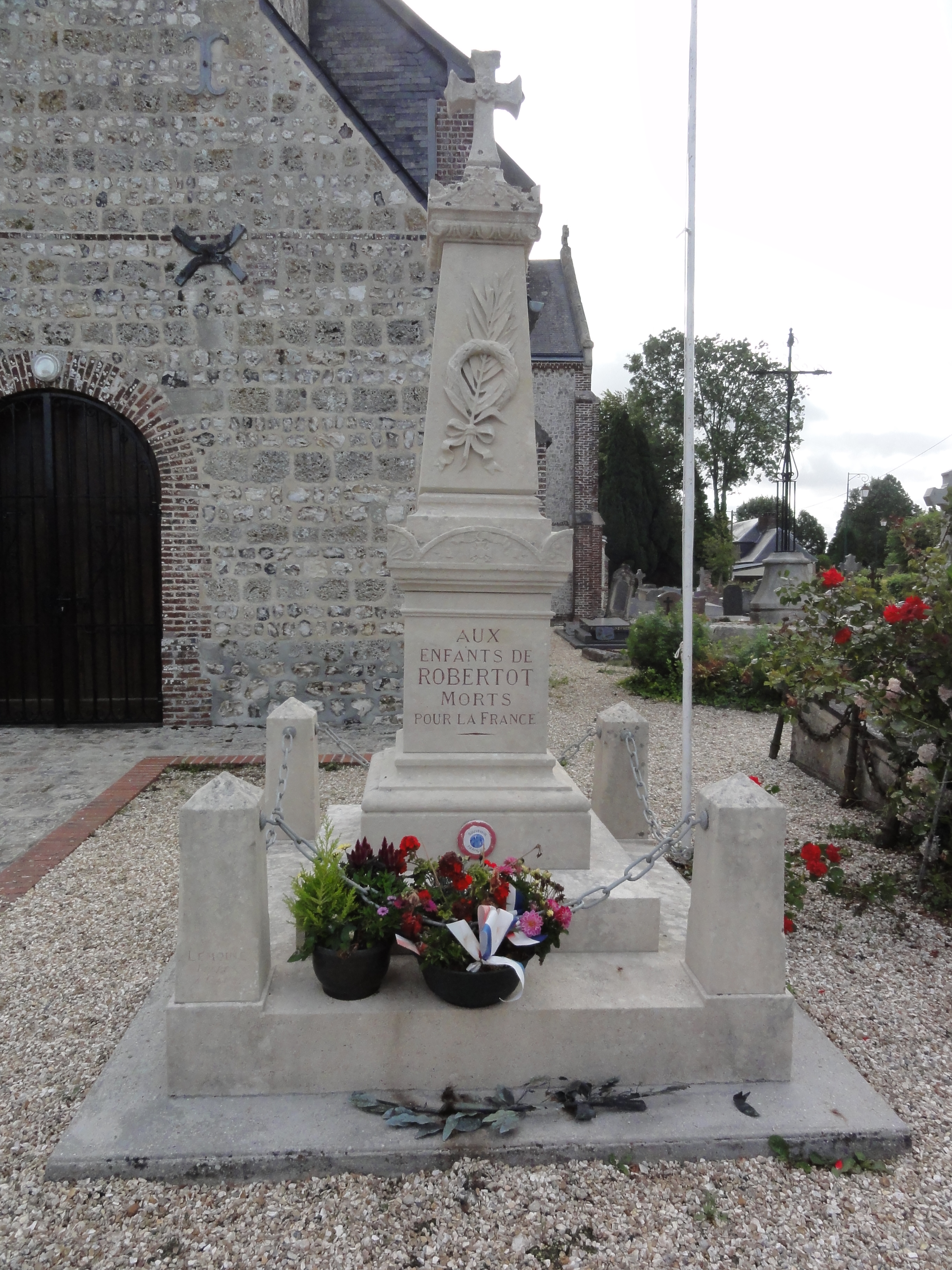
Le monument aux morts.

### Personnalités liées à la commune
- Jehan Le Povremoyne (de son vrai nom Ernest Eugène Coquin), écrivain, né au Havre en 1903, maire de Robertot de 1945 à sa mort en 1970, au Tréport. Il est l'auteur, entre autres, du beau livre de contes normands du Pays de Caux "Ma Grand'Mère Paysanne"  (ISBN 2-86 743-124-7), imprimerie Bertout 76810 Luneray). Orphelin, le jeune Ernest a été élevé par sa grand-mère à Robertot. Il repose dans le cimetière de la commune. Le collège de Saint-Valery-en-Caux porte son nom.